# Wärschtlamo

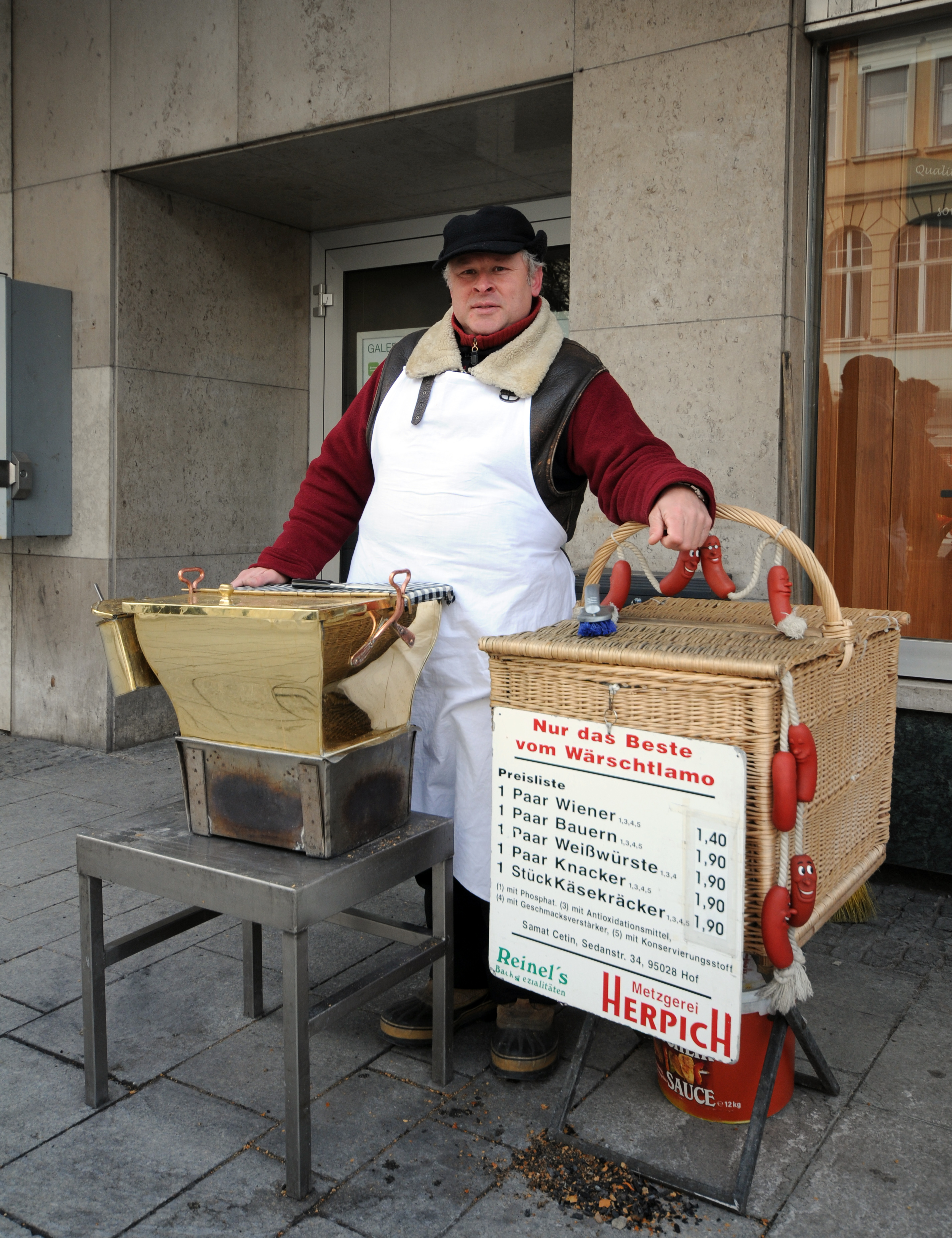
Wärschtlamo in der Altstadt

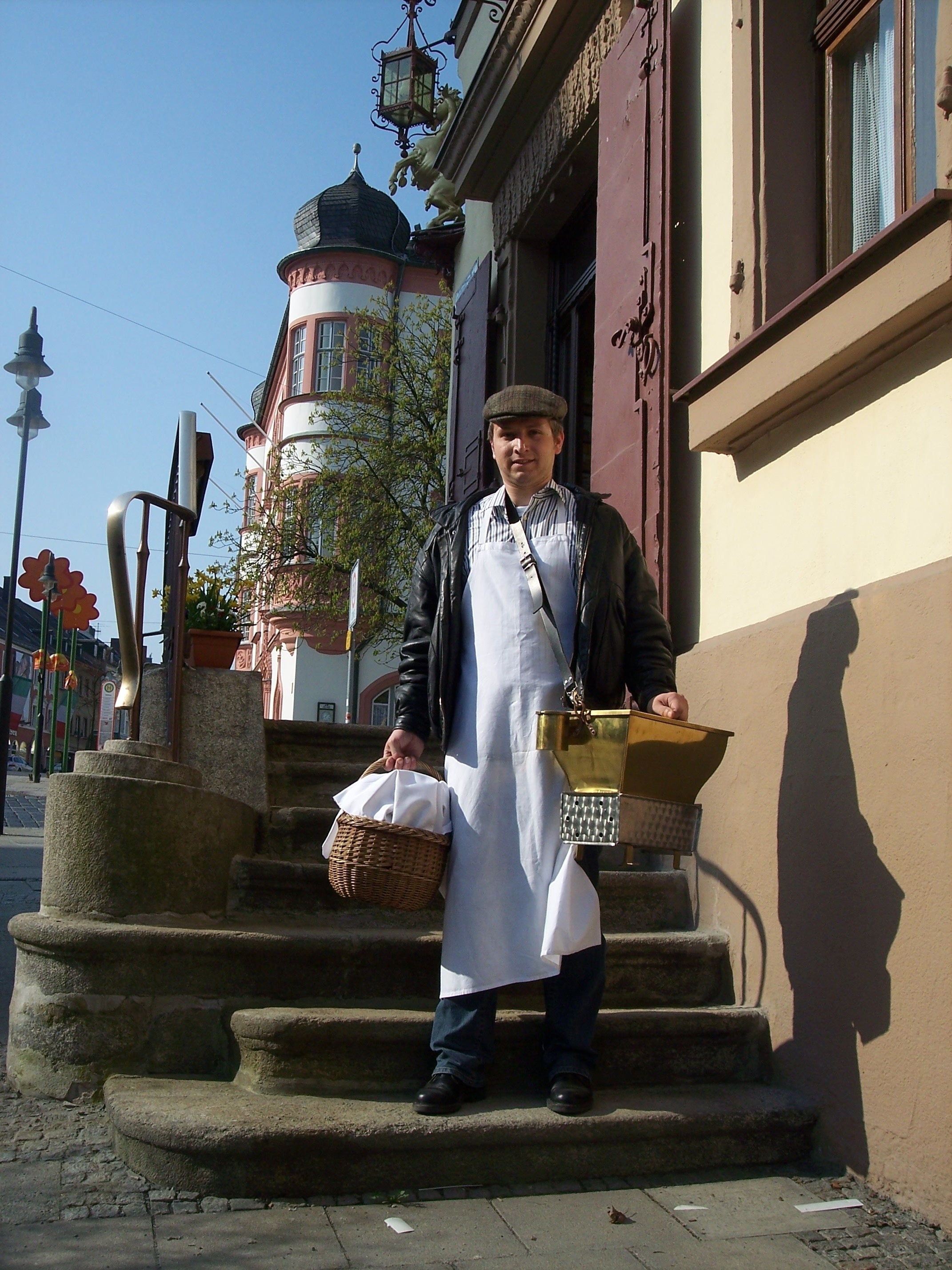
Wärschtlamo in der Ludwigstraße

Der Wärschtlamo (oberfränkisch für Würstchenmann) ist ein für die Stadt Hof typischer mobiler Würstchenverkäufer. Er verkauft Wiener Würstchen, Knackwurst, Weißwurst und Bauern (Debrecziner) auf offener Straße. Zur Ausstattung eines Wärschtlamo gehören ein rechteckiger, als Bauchladen tragbarer Wärschtlakasten aus Messing mit Holzkohlenrost, eine Büchse mit Senf und ein großer Henkelkorb für Bredla (oberfränkisch für Brötchen). Im Kessel werden die Wärschtla (oberfränkisch für Würstchen) im Wasserdampf erhitzt, um dann im Bredla mit Senf serviert zu werden. In der Regel werden die Würstchen paarweise und ohne Verpackung verkauft. Der Verzehr geschieht üblicherweise im öffentlichen Raum. Die Wärschtlamänner sind Montag bis Freitag und am Samstagvormittag in der Hofer Altstadt unterwegs.

## Geschichte

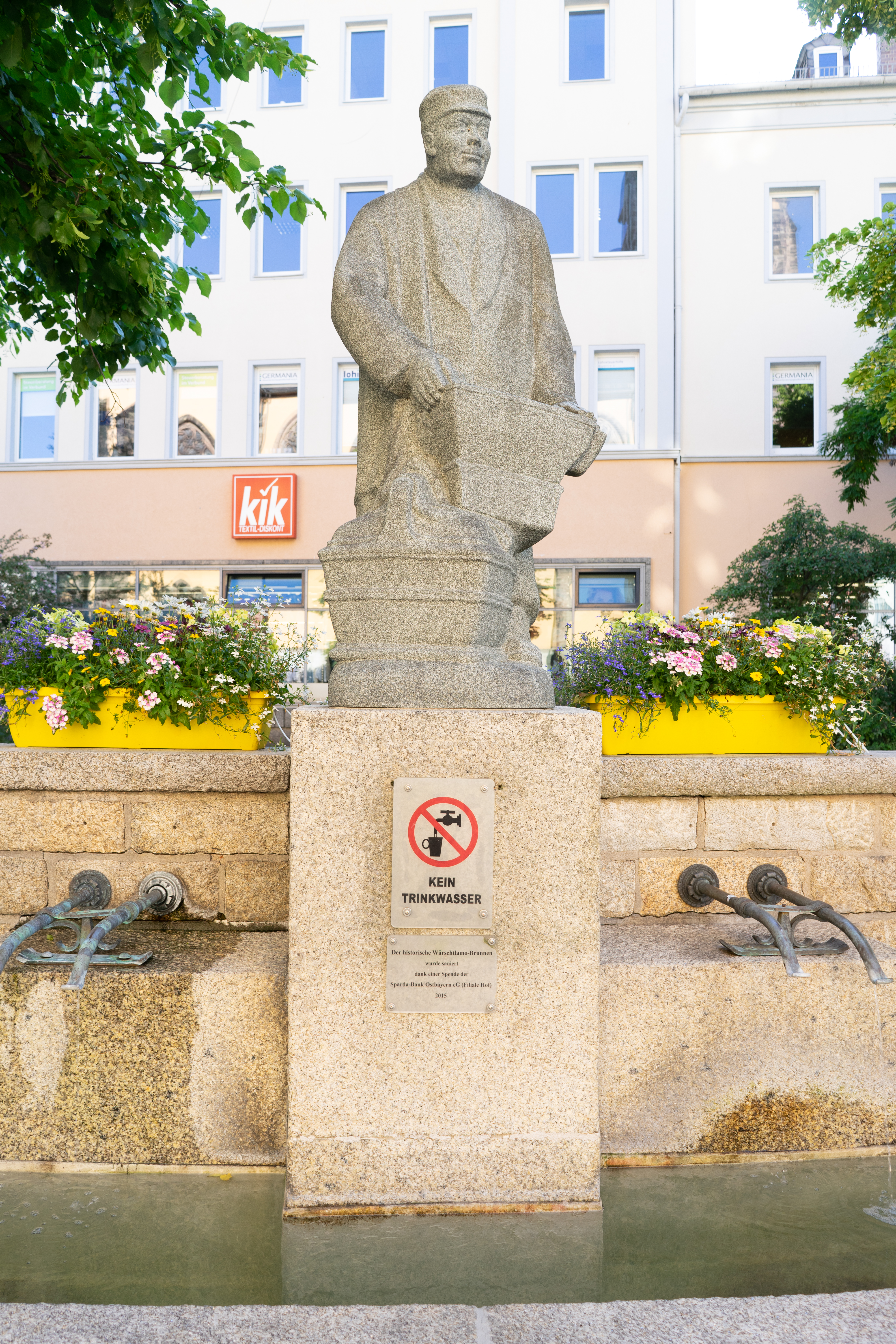
Denkmal am Sonnenplatz

Im 1871 erstmals von der Stadt Hof angelegten Gewerbe-Register wurde ein Johann Albrecht Sandner als Wursthändler eingetragen und gilt deshalb als erster Hofer Wärschtlamo. Der in manchen Chroniken als erster Hofer Wärschtlamo genannte Johann Georg Jahn hingegen wurde erst im Jahre 1880 eingetragen. Im Jahr 2021 hat ein Komitee wegen der geplanten 150-Jahr-Feier entschieden, dass der Wursthändler Sandner 1871 als Erster mit heißen Hofer Wärschtla unterwegs war. Da diese im dafür entwickelten Kessel im Dampf und nicht in Wasser erhitzt wurden, war der Kessel vergleichsweise leicht und konnte auch im Betrieb an einem Schulterriemen getragen werden. Diesen trug er zusammen mit dem Brotkorb, was die Kosten für einen eigenen Stand ersparte. Der traditionelle Ruf des Wärschtlamo ist ein lauter Pfiff, gefolgt von „Haaß senn sa – kolt wern sa“ (heiß sind sie – kalt werden sie).
Den heutigen Wärschtlamännern ist auch ein fester Standort erlaubt, an der Ausrüstung hat sich nichts Wesentliches geändert. In Wärschtlakästen erfolgt das Erhitzen im Wasserbad. Bis in die 1920er-Jahre wuchs die Anzahl der Wärschtlamänner (darunter waren und sind auch Frauen) auf über 20. Heute teilen sich fünf bis sechs die Standorte in der Hofer Altstadt.
Am Sonnenplatz wurde dem Hofer Wärschtlamo ein Denkmal gesetzt. Im Jahr 2021 feierte die Stadt das 150. Jubiläum, dafür wurde eigens ein neues Logo der Wärschtlamänner angefertigt. Der Versuch der Einführung eines eigenen Wärschtlamo-Ampelmännchens in Hof ist im Jahr 2023 gescheitert.